# Szergej Nyikolajevics Vinogradszkij
Szergej Nyikolajevics Vinogradszkij, Сергей Николаевич Виноградский, (Kijev, Oroszország, most Ukrajna, 1856. szeptember 1. – Brie-Comte-Robert, Franciaország, 1953. február 25.) orosz származású francia bakteriológus.
A mikrobiológia, mint a biológiai tudomány fő alakjai mellett (Louis Pasteur, Robert Koch, Martinus Beijerinck) őt tekintik a tudomány negyedik meghatározó alakjának. 1893. június 12-én publikálta a nitrogén megkötésére és átalakítására szolgáló baktériumok létezését, valamint az élővilágban betöltött szerepüket, fontosságukat. Segítségével a bakteriológia a biológia egyik fő meghatározó ága lett. 1890-ben ő volt az első, aki izolálta és igazolta a talajbaktériumok nitrogén megkötését. Vinogradszkij tanulmányokat folytatott a borvirág és a vasbaktériummal kapcsolatban is.
Nevét viseli a „Vinogradszkij-oszlop”, amiben anaerob anyagkörforgalmi rendszereket modelleznek, célja a baktériumok tenyésztése, dúsítása, és annak meghatározása, hogy a fotószintetizáló baktériumok oxigén érzékenysége milyen eltérő összetételű baktériumközösség alakul ki különböző mélységeken.

## Élete
1856. szeptember 1-jén született Kijevben, Oroszországban.
Gazdag család sarja volt. 10 éves korában került gimnáziumba, ahol édesapja döntése szerint görög és latin nyelvet tanult.
1873-ban a kijevi Egyetemen jogi tanulmányokba kezdett, hogy jogásszá váljon, mint édesapja és bátyja. Mivel a jogi pálya nem érdekelte, ezért átjelentkezett a természettudományi szakra. Azonban ezt unalmasnak találta és zenei tanulmányokba kezdett. 1877-ben Vinogradszkij abbahagyta a zenei tanulmányokat és visszatért a természettudományok területére, Szentpéterváron az egyetemre ment tanulni, ahol kitűnő tanárok és tudósok hatására megszerette a természettudományokat. 
1879-ben megnősült, felesége Zinaida Tyihockaja volt, akivel 60 évet élt le, három lányuk született.
1881-ben szerezte meg a diplomáját, és kandidátusként az egyetem oktatója lett. Ezután befejezte további tanulmányait a növényélettani területen, a szerves és szervetlen kémia és a növényi tápanyagok, valamint a bor erjedésekor keletkező borvirág területén. 1885-ben Vinogradszkij elfogadta a strasbourgi egyetem felkérését a Kertészeti Intézetbe, ahol Anton de Bary vezetése alatt a Beggiatoa kutatásával foglalkozott. Vinogradszkij bebizonyította, hogy a Beggiatoa sejtjeiben nem marad meg a kén, hanem tovább oxidálódva kénsavvá alakul, ami a vízből származó karbonátokat felbontja. Így a kén egy új vegyülete jön létre. 1887-ben Zürichbe ment az ottani egyetemre. Kutatásait a nitrogén oxidációjára koncentrálta. A baktériumok kutatása során rájött arra, hogy az oxidáció két lépésben történik, először az ammóniasavból nitrát (NO3), majd a következő lépésben nitrit (NO2) keletkezeik más organizmus segítségével.
Ennek alapján több generációját fedezte fel a nitrifikáló baktériumoknak. Egy évvel később, lánya Helen a Pasteur Intézetben történt kutatásaiban a nitrifikáló baktériumok újabb generációt fedezte fel. 1933-ban való publikálásakor szerzőtársként apját is feltüntette.
Vinogradszkij a folyékony szénhidrátokat, nitrogénmentes földközegben is vizsgálta. Felfedezte, hogy a közeg felszínén a baktériumok szaporodni kezdtek és a levegő nitrogénjét lekötik a baktériumok. Később azt a baktériumot Beijerinck Azotobacter chroococcum-nak nevezte el. 1895-ben Vinogradszkij a kender és len áztatásának problémájával kezdett el foglalkozni. Louis Pasteur az újonnan létesített Pasteur Intézetbe hívta kutatni, de Vinogradszkij a szülőföldjén való kutatás részesítette előnyben, így Oroszországban maradt. 1902-ben Vinogradszkij az Institute of Experimental Medicine igazgatója, és egy újság, az Archives of Science szerkesztője lett, ami francia és orosz nyelven jelent meg.
1912-ben otthagyta az intézetet, Ukrajnába költözött és apjával élt. Az első világháború alatt farmot létesített és lovakkal foglalkozott. Az 1917-es orosz forradalom után az öreg és gazdag családja kénytelen volt elhagyni Oroszországot. Vinogradszkij Zürichbe ment, de felesége Kijevben maradt. Sikertelenül próbált kapcsolatot teremteni a feleségével. Megismerkedett a jugoszláv egyetemeken dolgozó orosz professzorokkal, majd elfogadta a belgrádi egyetem tanszékének vezetését. Belgrádban megszervezte, és bérelt egy csempészhajót, majd azzal szöktette ki feleségét Oroszországból.
A belgrádi intézetnek nem volt se laboratóriuma, se könyvtára. Épp ezért a „Centralblatt für Bakteriolge” lapot olvasta. 1922-ben publikálta ebben a lapban a vasbaktériumról szóló írását. Emil Roux, a Pasteur Intézet vezetője meghívta dolgozni az intézetbe, amit elfogadott.
Brie-Comte-Robert-ben, az új bakteriológia központban a talajbaktériumokkal és a nitrogénnel foglalkozott. 1926 és 1929 között Vinogradszkij az aerobic organizmusok cellulózbomlásban betöltött szerepét vizsgálta. Ő volt az első, leírta a hosszúkás, cellulózbontó baktériumot, a Cytophaga-t.
Felesége 1939-ben meghalt, ő pedig 1940-ben, amikor a németek Franciaországot megszállták, visszavonult. A nácik néhány alkalommal katonai célokra igénybe vették Brieben a házát, Vinogradszkij a házban maradt annak érdekében, hogy meggátolja a kifosztását. A visszavonulása alatti időben Vinogradszkij összegyűjtötte és lefordította az összes olyan dokumentumot, amelyek a mikrobiológiával foglalkoztak Franciaországban, és a 900 oldalas kötetet „Half a Century of Microbiology Research” címmel a Pasteur Intézet tervezte kiadni.
A második világháború után azonban nem volt elegendő papír Európában, ezért az amerikai National Academy of Sciences papírt adományozott számára, a Rockefeller Alapítvány és a Rutgers Egyetem finanszírozta a munkát, így a könyv elkészülhetett és 1950-ben megjelenhetett.
1953. február 14-én halt meg, 97 éves korában.

## Vinogradszkij felfedezései
- Beggiatoa minima
- Clostridium pasteurianum
- Cytophaga hutchinsonii
- Nitrosococcus nitrosus
- Nitrosocystis javaensis
- N. coccoides
- Nitrosomonas europaea
- Nitrosospira briensis
- N. antarctica
- Nitrobacter